# Mekaniska musikapparater
Mekaniska musikapparater var sådana, som gjorde det möjligt att spela musikstycken utan att fordra någon musikalisk utbildning. De drevs av mekaniska medel (vridande av en vev, uppdragning av en fjäder och så vidare) De ljudgivande delarna kunde vara klockor, stålribbor, strängar eller labial- och tungpipor.

## Historik
De äldre musikapparaterna hade en vals med infästa stift, som sattes i rörelse av ett urverk och gjorde så att ljudgivarna gav toner ifrån sig (till exempel speldosa, positiv, det fullstämmiga orkestrion och äldre klockspel. Stiftvalsen ersattes senare av pålagda pappnotskivor eller pappersrullar med utstansade hål, med vilka fjäderkraften utlöstes mekaniskt eller pneumatiskt. Andra apparater var, till ersättande av orgel- eller pianospel, ariston, phonola, pianola med flera, som utgjorde beaktansvärda försök att från det mekaniskt frambragta pianospelet avlägsna dess själlöshet, i det att tempo- och styrkegradsnyansering kunde regleras genom enkla handgrepp och pedaler. Det helt mekaniska reproduktionspianot kunde troget återge pianistens spel, sådant detta på elektropneumatisk väg upptecknats fonografiskt i en särskild apparat. Tack vare dessa pianon kunde man fixera och för framtiden bevara improvisationer.